# Francisco (Indiana)
Francisco – miasto w Stanach Zjednoczonych, w stanie Indiana, w hrabstwie Gibson.